# Parc zoologique de Jurques
Le parc zoologique de Jurques est un parc zoologique français privé situé en Normandie entre Villers-Bocage et Vire.

## Historique
C'est en 1977 qu'Auguste Ourry crée le parc zoologique de la Cabosse en rachetant le parc d'attractions de ce nom, avec une surface de 8 hectares, qui sera ensuite repris par son fils, Claude. À l'origine, Auguste Ourry était éleveur de volailles à Marchésieux dans la Manche. Sa passion pour l'élevage ira jusqu'à lui faire acquérir un félin, puis un singe. Il crée alors un parc zoologique à Lessay dans les années 1960. Devenu trop exigu, notamment en raison des nouvelles normes de surfaces, le parc est déplacé à Jurques au printemps 1977, avec une « pré-inauguration » le 8 mai. L'inauguration officielle a lieu le 18 septembre en présence notamment du député Olivier Stirn et du sous-préfet.

## Faune présentée
Le zoo présente plus de 650 animaux de plus de 150 espèces. Beaucoup de félins et de primates, mais aussi girafes, zèbres, oryx, autruches, perroquets (dont deux aras hyacinthe), rapaces, reptiles, mygales… Les animaux emblématiques du parc sont les lions blancs, forme mutante du lion.
Dimanche 20 mai 2007, quatre lionceaux blancs sont nés à Jurques, mais n'ont pas survécu. Cet événement particulièrement rare s'est cependant reproduit le 24 octobre 2008 avec cette fois trois naissances, puis deux autres le 12 juillet 2009.
En 2012, un couple de petits pandas constitue une nouvelle originalité du parc.

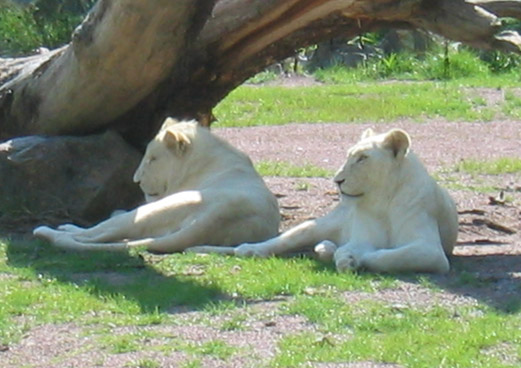
Les lions blancs du zoo.
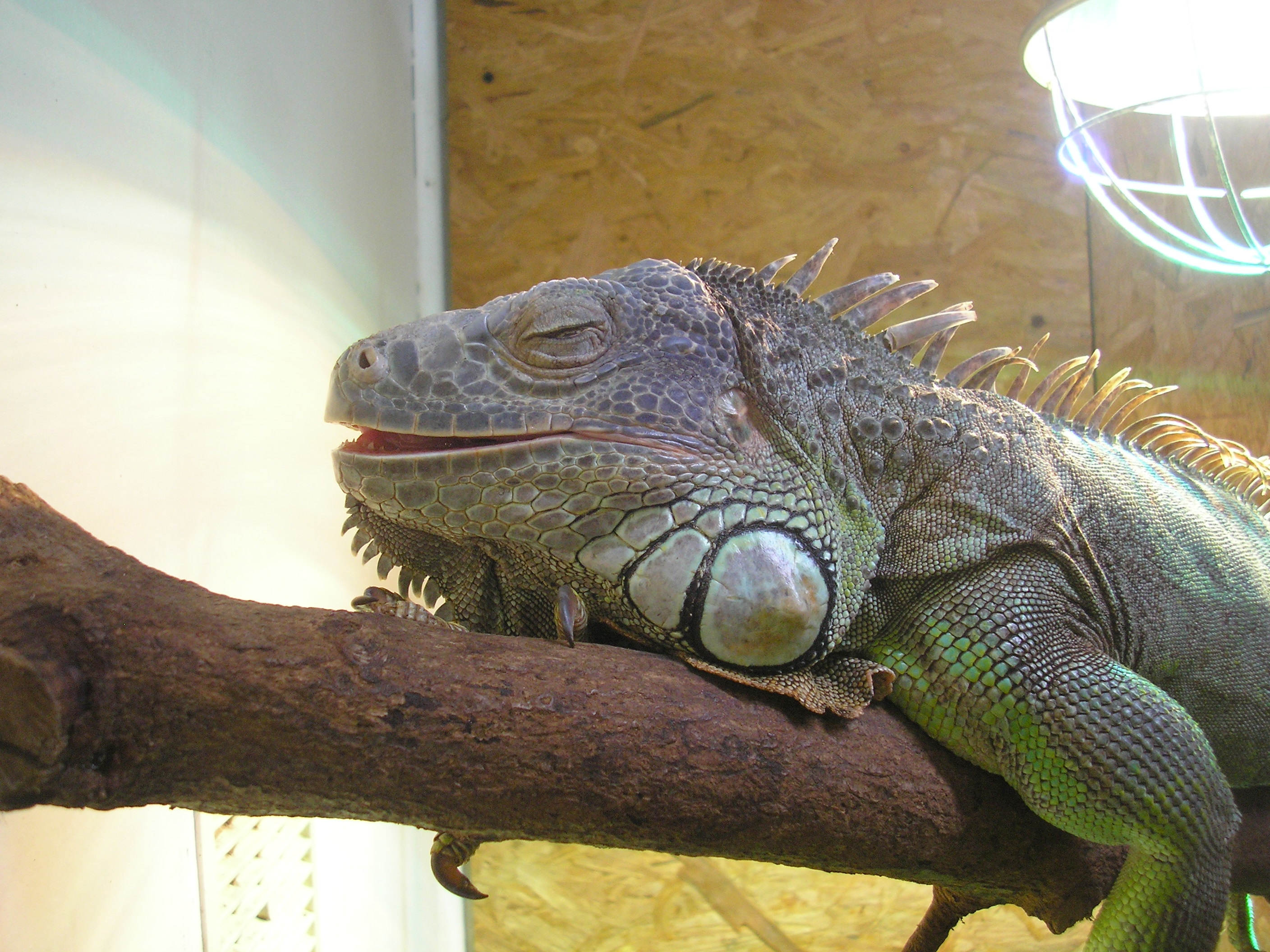
Iguane vert.
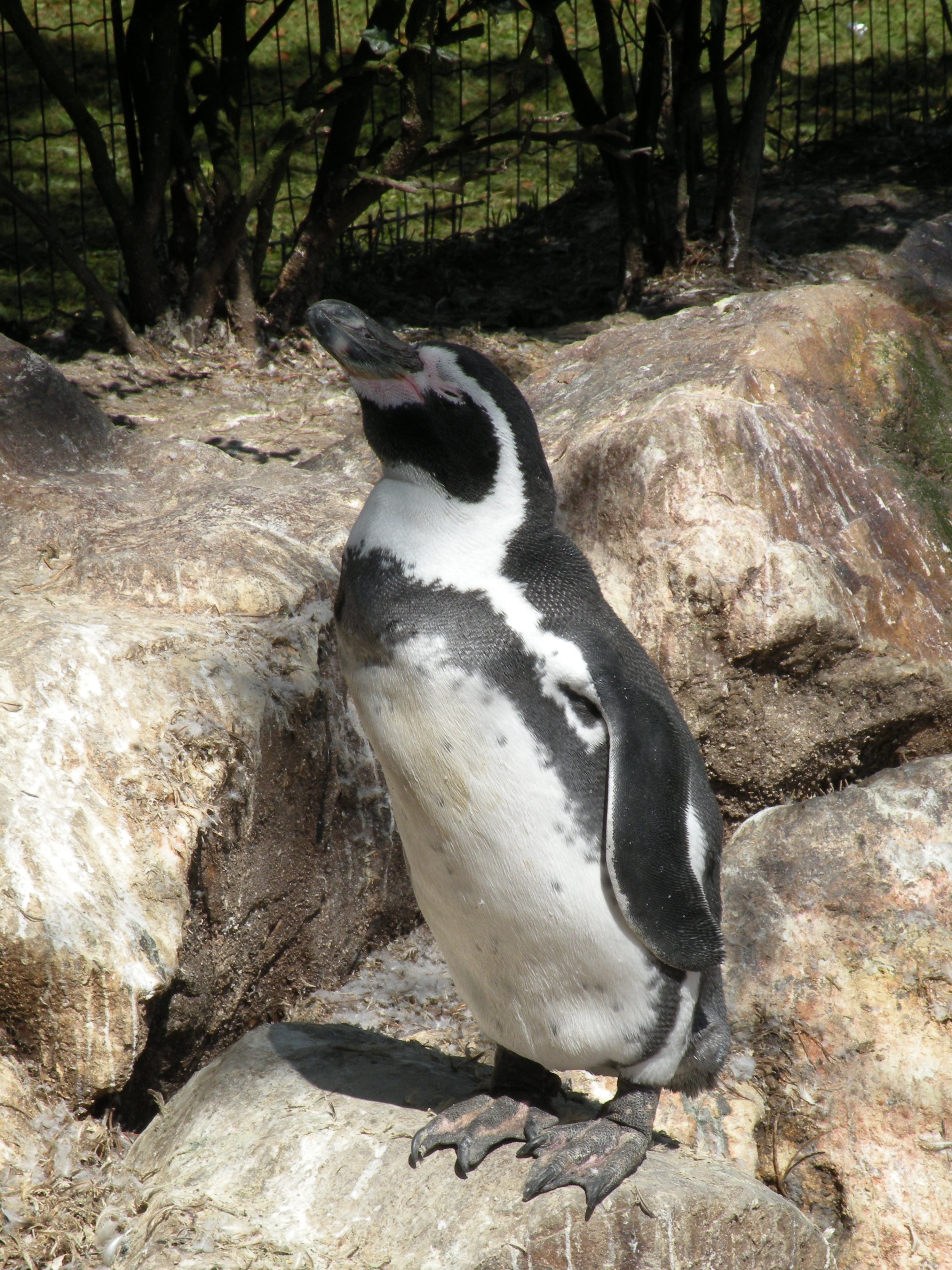
Manchot de Humboldt.
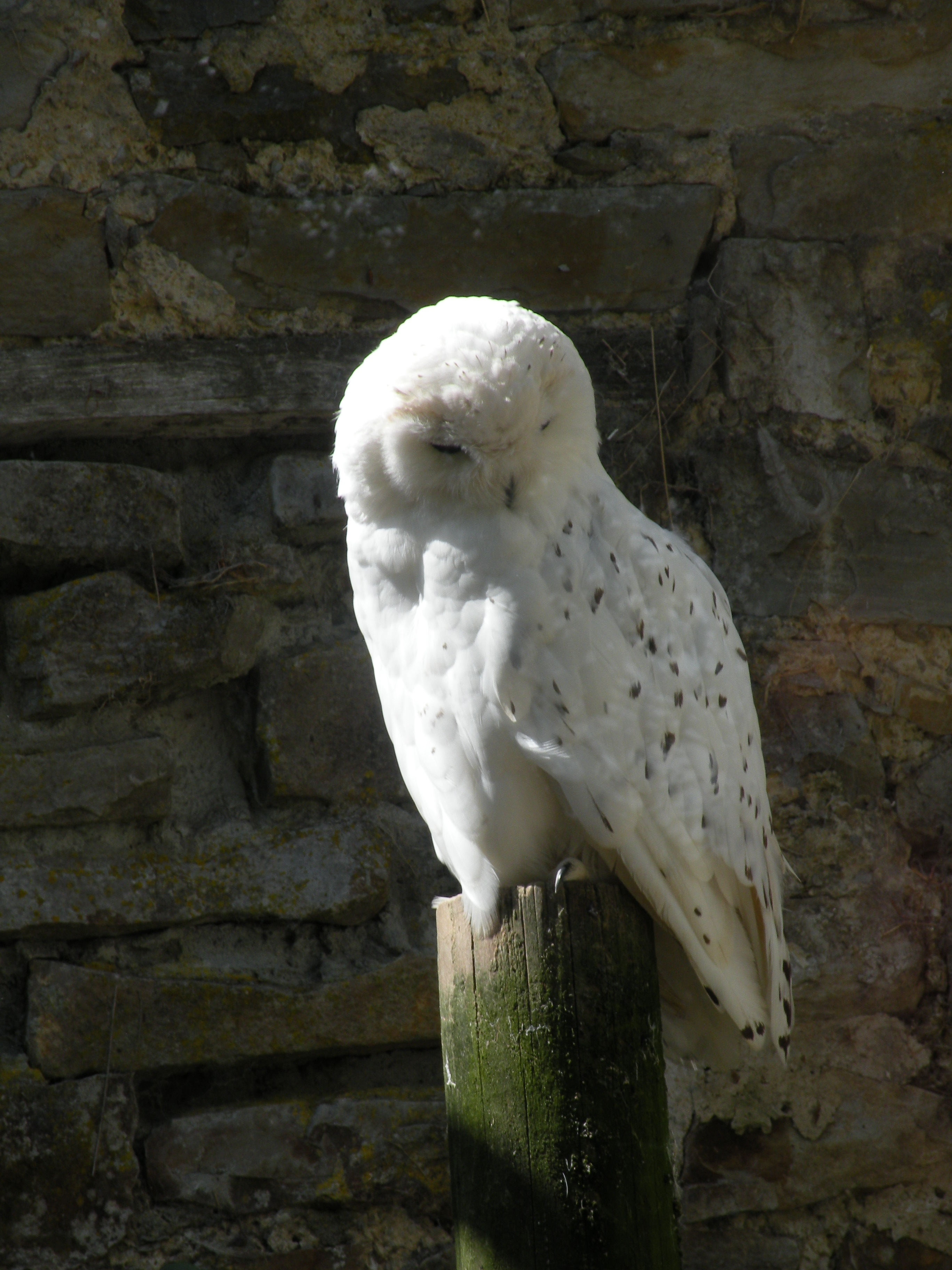
Harfang des neiges.
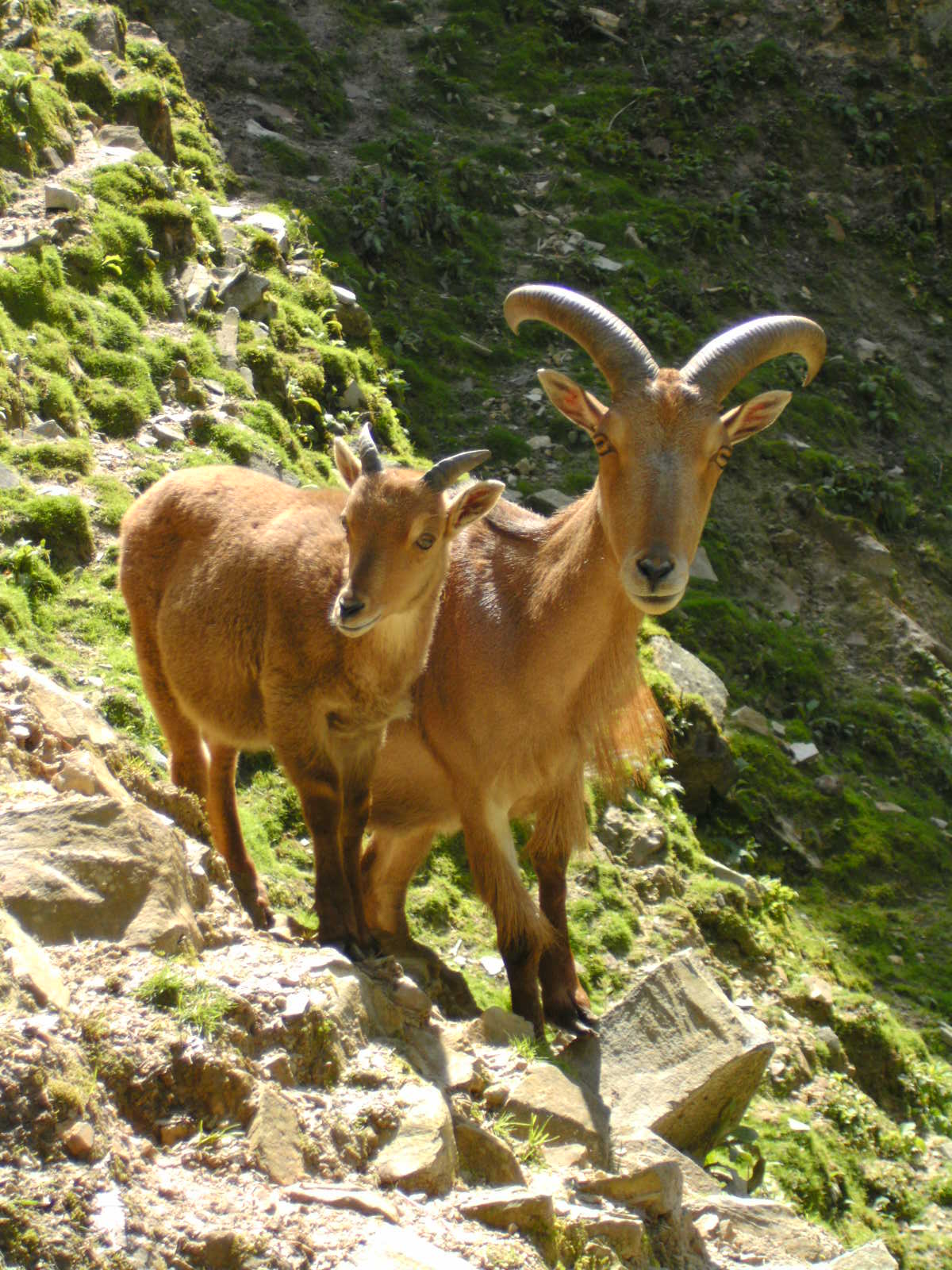
Mouflons à manchettes.

## Objectifs et actions
Le zoo de Jurques est membre de l'association européenne des zoos et des aquariums (EAZA) et de l'association nationale des parcs zoologiques de France (ANPZ). Outre son but éducatif commun à tous les parcs zoologiques (notamment avec ses animations), il participe aux programmes européens d'élevage.
En collaboration avec le zoo, l'Association Timba conservation organise depuis 2005, annuellement en juin, la Journée magique pendant laquelle des enfants malades ou handicapés sont spécialement accueillis pour profiter de spectacles et animations.
Des nocturnes sont organisées depuis 2011 et la direction du zoo envisage la réalisation de structures d'hébergement.

## Gestion
Dirigée par Bernadette et Claude Ourry, le zoo de Jurques présente plus de 650 animaux dans un parc boisé de 21 hectares et emploie à plein temps douze personnes épaulées par une quinzaine de saisonniers. Il accueille annuellement entre 100 000 et 150 000 visiteurs. En 2014, il a accueilli 136 523 visiteurs. En 2015, il a accueilli 119 786 visiteurs.